# Tatort: Wolfsstunde
Wolfsstunde ist ein Fernsehfilm aus der Fernseh-Kriminalfilmreihe Tatort der ARD und des ORF. Der Film wurde vom WDR produziert und am 9. November 2008 erstmals ausgestrahlt. Es ist die 710. Folge der Tatort-Reihe und der 14. Fall mit Axel Prahl und Jan Josef Liefers. Die Münsteraner Ermittler haben es in dieser Episode mit einem Serientäter zu tun, dessen Spur Thiel unbeirrt wie ein „einsamer Wolf“ folgt, während Boerne und Klemm einen Beziehungstäter für schuldig halten.

## Handlung
Die Leiche der jungen Studentin Julia Braun wird gefesselt, geknebelt und nackt in ihrer Wohnung vorgefunden. Als Todeszeitpunkt bestimmt Professor Boerne 3.30 Uhr, die sogenannte „Wolfsstunde“. Da vor 11 Monaten bereits ein ähnlicher Vergewaltigungsfall vorgekommen ist, wird er mit in die Untersuchung einbezogen. Damals wurde beim Einbruch in die Wohnung des Opfers als Werkzeug, um die Balkontür zu öffnen, ebenfalls ein Schraubenzieher in der gleichen Weise benutzt. Das lässt auf einen Serientäter schließen und Thiel ermittelt in diese Richtung. Für Klemm und Boerne erweist sich jedoch André Pütz, der Exfreund von Julia Braun, als Hauptverdächtiger, denn dieser hatte die junge Frau in letzter Zeit stark bedrängt und war auch nachweislich am Tatabend in Julias Wohnung gewesen. Das genügt, um ihn zur Fahndung auszuschreiben und zu verhaften. Nur Thiel ist nicht überzeugt, ermittelt weiter, wird dabei aber von niemandem unterstützt und gilt für Kollegen und Mitarbeiter als überarbeitet. Als André Pütz wegen Magenkrämpfen aus der JVA ins Krankenhaus gebracht werden muss, unternimmt er einen Fluchtversuch, läuft dabei vor ein Auto, wird überfahren und stirbt an seinen Verletzungen.
Thiel geht den Spuren der älteren Fälle nach und findet heraus, dass Anna Schäfer, das Einbruchsopfer, auch vergewaltigt wurde. Möglicherweise wurde sie deshalb nicht getötet, weil sie sich nicht gewehrt hatte. Als sie dem Mann zufällig in einem Einkaufszentrum begegnet, kann sie ihn an seiner Stimme wiedererkennen. Anhand der Aufzeichnungen mehrerer Überwachungskameras kann Thiel den Weg des Verdächtigen bis ins Parkhaus nachvollziehen und über sein Kfz-Kennzeichen seine Identität herausfinden. Thiel nimmt Sascha Kröger fest, der aber von Klemm hinter Thiels Rücken wieder entlassen wird, weil sie ihm wieder nicht glauben will. Daraufhin wirft er hin und will oder soll ausspannen. Auf dem Weg zum St.-Pauli-Spiel aber holen ihn seine Überzeugungen zum Fall wieder ein. Auch Boerne gewinnt Bedenken zu Klemms bequemerer Lösung. Er und Alberich analysieren Krögers DNA und stellen so den gesuchten Zusammenhang her. Thiel hatte von Anfang an recht gehabt. Während ein SEK Sascha Kröger in seiner Wohnung stellen will, befindet dieser sich jedoch schon versteckt in Annas Wohnung, um sie ein weiteres Mal zu überfallen. Anna läuft ihm in die Falle. Da Thiel bereits auf dem Weg zu ihr ist, kann er ihn aber noch rechtzeitig überwältigen. Auch Professor Boerne trifft kurz darauf mit Verstärkung ein, und Kröger kann festgenommen werden.

## Hintergrund
Drehorte waren Münster, die Umgebung von Münster und Köln. Der Begriff „Wolfsstunde“ rührt daher, dass frühmorgens zwischen drei und vier Uhr außer den Wölfen viele Menschen – auch nicht Schlafgestörte – aufwachen. Hier ist es wohl metaphorisch für Thiel zu verstehen, der in dieser Folge mehr als sonst auch im Kreis seiner eigenen Freunde zum „einsamen Wolf“ wird. Im Tatort: Spieglein, Spieglein (2019) erlebte die Folge Wolfsstunde eine Fortsetzung, in dieser rächt sich Kröger an den beiden Ermittlern, indem er aus dem Gefängnis heraus eine Frau dazu verleitet, Menschen, die den Ermittlern ähneln, zu ermorden.

## Rezeption

### Kritik
Kino.de stellte fest, dass die üblichen Frotzeleien zwischen Boerne und Thiel dieses Mal verletzender als sonst und im Tonfall schärfer seien, gelegentliche humoristische Einlagen sollen die ungewohnte Düsternis des Films aufbrechen. Auch engagiere sich Thiel emotionaler, als wir es gewohnt seien. Die Inszenierung zeige unerwartete Bilder, aber die Geduld des Publikums werde teilweise enorm strapaziert.

„Mitunter wirken die ‚Tatort‘-Krimis aus Münster beinahe wie Krimi-Parodien. Gemessen daran ist ‚Wolfsstunde‘ ungewöhnlich intensiv und grausam.“

„Spannend, komisch und abgründig“

### Einschaltquoten
Die Erstausstrahlung am 9. November 2008 wurde in Deutschland von insgesamt 10,14 Millionen Zuschauern gesehen und erreichte einen Marktanteil von 28,3 % für Das Erste.